# Rustburg
Rustburg is een plaats (census-designated place) in de Amerikaanse staat Virginia, en valt bestuurlijk gezien onder Campbell County.

## Geschiedenis
Rustburg is vernoemd naar Jeremiah Rust, hij gaf 200.000 m2 van zijn land aan het dorp in 1784.

## Demografie
Bij de volkstelling in 2000 werd het aantal inwoners vastgesteld op 1271.

## Geografie
Volgens het United States Census Bureau beslaat de plaats een oppervlakte van
28,1 km², geheel bestaande uit land. Rustburg ligt op ongeveer 280 m boven zeeniveau.

## Plaatsen in de nabije omgeving
De onderstaande figuur toont nabijgelegen plaatsen in een straal van 24 km rond Rustburg.